# Thüringer Handball-Verband
Der Thüringer Handball-Verband e. V. (THV) ist die Dachorganisation aller Handballvereine in Thüringen, gehört dem Landessportbund Thüringen an und ist ein Landesverband innerhalb des Deutschen Handballbundes (DHB). Bis zur Auflösung des Südwestdeutschen Handball-Verbandes 2011 war er diesem organisatorisch unterstellt.

## Geschichte
Der Thüringer Handball-Verband e. V. ist einer von 20 Landesfachverbänden des Handballs in Deutschland. Er untergliedert sich in drei Regionen. Ihm gehören landesweit die Handballvereine und -abteilungen in Thüringen an. Er wurde 1990 gegründet und ist seitdem auch Mitglied des Deutschen Handballbundes e. V. (DHB).
Der THV ist für die Organisation und Koordination des landesweiten Spielbetriebs von der U8 bis zur Oberliga zuständig. Den Spielbetrieb für die Regionalliga (vormals Oberliga) führt der THV seit 2007 in Kooperation mit den Handballverbänden von Sachsen und Sachsen-Anhalt als Mitteldeutscher Handball-Verband e. V. (MHV) durch.
Als den Vereinen vorstehendes Organ besteht die Aufgabe des THV darin, den Handball in Thüringen nachhaltig zu entwickeln und voranzutreiben, sowohl im Leistungssport als auch im Breitensport. Der Verband fungiert hierbei als Bindeglied zwischen den Vereinen und dem DHB als Spitzenverband.
Die Aus- und Fortbildung der Trainer obliegt dem THV Lehrwart und wird zentral vom THV gesteuert und teilweise zentral, aber auch dezentral durchgeführt. Neben der Schiedsrichterbeobachtung und -ansetzung (Schiedsrichterausschuss), der Trainer- /Schiedsrichterausbildung (Bildungsausschuss) und der Abwicklung des Spielbetriebes (Spielausschuss) inkl. Umsetzung der Rechtsordnung und der Durchführungsbestimmungen leistet der Verband auch eine verbandsübergreifende Jugendarbeit (Jugend- & Entwicklungsausschuss) und beschäftigt sich mit Themen der allgemeinen Verbandsentwicklung (Entwicklungsausschuss). Außerdem kümmert er sich um die Organisation und Durchführung des Nachwuchsleistungssports, welcher u. a. aus den Sichtungen und Förderung der THV-Auswahlmannschaften im speziellen Trainings- und Wettkampfbetrieb besteht.
Das oberste Gremium des Verbandes ist der Verbandstag, welcher alle 4 Jahre stattfindet.

## Verbandsstruktur
Der THV gliedert sich seit dem 11. Oktober 2021 in drei Regionen.
Die drei Regionen:
- Region Hainich-Südharz-Werratal
- Region Mittel- / Südthüringen
- Region Ostthüringen

## Ligasystem
Sowohl im Männer- als auch im Frauenbereich werden vom THV die Oberliga Thüringen als höchste landesweite Spielklasse (5. Stufe in der Ligenhierarchie des deutschen Handballs) sowie die Landesliga Männer (6. Stufe) organisiert. Die Landesliga ist bei den Männern ab der Saison 2019/20 in eine Staffel vereinigt wurden. 
Die in der Ligahierarchie nachfolgenden Spielklassen werden von den drei Handball Regionen organisiert. Oberste Spielklasse im Männerbereich ist dort jeweils die Regionsoberliga (7. Stufe), im Frauenbereich die Regionsoberliga (6. Stufe). Darunter folgt die Regionsliga Männer (8. Stufe) und die Regionsklasse Männer (9. Stufe).

## Ligazugehörigkeit der Thüringer Vereine Saison 2024/2025
| Männer                                       | Frauen          |
| -------------------------------------------- | --------------- |
| 1. Bundesliga (I. Liga)                      |                 |
| ThSV Eisenach                                | Thüringer HC    |
| 2. Bundesliga (II. Liga)                     |                 |
|                                              |                 |
| 3. Bundesliga (III. Liga)                    |                 |
|                                              | Thüringer HC II |
| Mitteldeutsche Regionalliga (IV. Liga)       |                 |
| HSV Apolda 1990 HSV Bad Blankenburg HSG Suhl | HBV Jena 90     |

## Pokalsystem
Sowohl im Männer- als auch im Frauenbereich wird vom THV der Thüringenpokal organisiert. Zum Beginn der Saison 2019/20 basiert der Spielbetrieb für Männermannschaften und Frauenmannschaften auf freiwilliger Basis. Jeder Verein bzw. Spielgemeinschaft darf eine Mannschaft melden.